# Coppa dei Caraibi 1992
La Coppa dei Caraibi 1992 (Shell Caribbean Cup 1992) fu la decima edizione della Coppa dei Caraibi (la quarta con la nuova denominazione), competizione calcistica per nazione organizzata dalla CFU. La competizione si svolse a Trinidad e Tobago dal 19 giugno al 27 giugno 1992 e vide la partecipazione di otto squadre: Antigua e Barbuda, Cuba, Giamaica, Guadalupa, Martinica, Saint Vincent e Grenadine, Suriname e Trinidad e Tobago.
La CFU organizzò questa competizione come CFU Championship dal 1978 al 1988; dal 1989 al 1990 sotto il nome di Caribbean Championship; dall'edizione del 1991 a quella del 1998 cambiò nome e divenne Shell Caribbean Cup; le edizioni del 1999 e del 2001 si chiamarono Caribbean Nations Cup; mentre dal 2005 al 2014 la competizione si chiamò Digicel Caribbean Cup; nell'edizione del 2017 il suo nome è stato Scotibank Caribbean Cup.

## Formula
- Qualificazioni

Trinidad e Tobago (come paese ospitante) e Giamaica (come campione in carica) sono qualificate automaticamente alla fase finale. Rimangono 20 squadre, divise in sei gruppi di qualificazioni (tre gruppi da quattro squadre, due gruppi da tre squadre, un gruppo da due squadre). Giocano partite di sola andata (eccetto il gruppo 6 che gioca partite di andata e ritorno), le prime classificate si qualificano alla fase finale.
- Fase finale

Fase a gruppi - 8 squadre, divise in due gruppi da quattro squadre. Giocano partite di sola andata, le prime due classificate si qualificano alle seminfinali.
Fase a eliminazione diretta - 4 squadre, giocano partite di sola andata. La vincente si laurea campione CFU.

## Squadre partecipanti
| Pr. | Squadra                   | Data di qualificazione certa | Partecipante in quanto                                           | Partecipazioni precedenti al torneo                | Ultima presenza        |
| --- | ------------------------- | ---------------------------- | ---------------------------------------------------------------- | -------------------------------------------------- | ---------------------- |
| 1   | Trinidad e Tobago         | -                            | Rappresentativa della nazione organizzatrice della fase finale   | 8 (1978, 1979, 1981, 1983, 1988, 1989, 1990, 1991) | Giamaica 1991          |
| 2   | Giamaica                  | -                            | Rappresentativa della nazione detentrice del titolo              | 2 (1990, 1991)                                     | Giamaica 1991          |
| 3   | Antigua e Barbuda         | -                            | 1ª classificata nel gruppo 4 della fase finale di qualificazione | 3 (1978, 1983, 1988)                               | Martinica 1988         |
| 4   | Cuba                      | -                            | 1ª classificata nel gruppo 6 della fase finale di qualificazione | 1 (1991)                                           | Giamaica 1991          |
| 5   | Guadalupa                 | -                            | 1ª classificata nel gruppo 5 della fase finale di qualificazione | 4 (1981, 1985, 1988, 1989)                         | Barbados 1989          |
| 6   | Martinica                 | -                            | 1ª classificata nel gruppo 2 della fase finale di qualificazione | 5 (1983, 1985, 1988, 1990, 1991)                   | Giamaica 1991          |
| 7   | Saint Vincent e Grenadine | -                            | 1ª classificata nel gruppo 1 della fase finale di qualificazione | 4 (1979, 1981, 1989, 1990)                         | Trinidad e Tobago 1990 |
| 8   | Suriname                  | -                            | 1ª classificata nel gruppo 3 della fase finale di qualificazione | 3 (1978, 1979, 1985)                               | Barbados 1985          |

Nella sezione "partecipazioni precedenti al torneo", le date in grassetto indicano che la nazione ha vinto quella edizione del torneo, mentre le date in corsivo indicano la nazione ospitante.

## Fase finale

### Fase a gruppi

#### Gruppo A
| Port of Spain 17 giugno 1992 | Martinica | 4 – 1 | Suriname | Hasely Crawford Stadium |

| Port of Spain 17 giugno 1992 | Trinidad e Tobago | 7 – 0 | Antigua e Barbuda | Hasely Crawford Stadium |

| Port of Spain 19 giugno 1992 | Suriname | 1 – 1 | Antigua e Barbuda | Hasely Crawford Stadium |

| Port of Spain 19 giugno 1992 | Trinidad e Tobago | 2 – 1 | Martinica | Hasely Crawford Stadium |

| Port of Spain 21 giugno 1992 | Martinica | 4 – 1 | Antigua e Barbuda | Hasely Crawford Stadium |

| Port of Spain 21 giugno 1992 | Trinidad e Tobago | 1 – 0 | Suriname | Hasely Crawford Stadium |

| Pos | Squadra           | P.ti | G | V | N | P | GF | GS | DR  |
| --- | ----------------- | ---- | - | - | - | - | -- | -- | --- |
| 1   | Trinidad e Tobago | 6    | 3 | 3 | 0 | 0 | 10 | 1  | +9  |
| 2   | Martinica         | 4    | 3 | 2 | 0 | 1 | 9  | 4  | +5  |
| 3   | Suriname          | 1    | 3 | 0 | 1 | 2 | 2  | 6  | -4  |
| 4   | Antigua e Barbuda | 1    | 3 | 0 | 1 | 2 | 2  | 12 | -10 |

Trinidad e Tobago e Martinica qualificati alle semifinali.

#### Gruppo B
| Port of Spain 18 giugno 1992 | Cuba | 2 – 0 | Guadalupa | Hasely Crawford Stadium |

| Port of Spain 18 giugno 1992 | Giamaica | 2 – 0 | Saint Vincent e Grenadine | Hasely Crawford Stadium |

| Port of Spain 20 giugno 1992 | Cuba | 1 – 0 | Saint Vincent e Grenadine | Hasely Crawford Stadium |

| Port of Spain 20 giugno 1992 | Giamaica | 1 – 0 | Guadalupa | Hasely Crawford Stadium |

| Port of Spain 22 giugno 1992 | Guadalupa | 1 – 0 | Saint Vincent e Grenadine | Hasely Crawford Stadium |

| Port of Spain 22 giugno 1992 | Giamaica | 0 – 0 | Cuba | Hasely Crawford Stadium |

| Pos | Squadra                   | P.ti | G | V | N | P | GF | GS | DR |
| --- | ------------------------- | ---- | - | - | - | - | -- | -- | -- |
| 1   | Giamaica                  | 5    | 3 | 2 | 1 | 0 | 3  | 0  | +3 |
| 2   | Cuba                      | 5    | 3 | 2 | 1 | 0 | 3  | 0  | +3 |
| 3   | Guadalupa                 | 2    | 3 | 1 | 0 | 2 | 1  | 3  | -2 |
| 4   | Saint Vincent e Grenadine | 0    | 3 | 0 | 0 | 3 | 0  | 4  | -4 |

Giamaica e Cuba qualificati alle semifinali.

### Fase a eliminazione diretta

#### Tabellone
|  | Semifinali        | Semifinali        | Semifinali |          |                   | Finale            | Finale          | Finale          |  |
|  |                   |                   |            |          |                   |                   |                 |                 |  |
|  | Giamaica          | Giamaica          | 1          |          |                   |                   |                 |                 |  |
|  | Giamaica          | Giamaica          | 1          |          |                   |                   |                 |                 |  |
|  | Martinica         | Martinica         | 0          |          |                   |                   |                 |                 |  |
|  | Martinica         | Martinica         | 0          |          | Trinidad e Tobago | Trinidad e Tobago | 3               |                 |  |
|  |                   |                   |            |          | Trinidad e Tobago | Trinidad e Tobago | 3               |                 |  |
|  |                   |                   | Giamaica   | Giamaica | 1                 |                   |                 |                 |  |
|  | Trinidad e Tobago | Trinidad e Tobago | Giamaica   | Giamaica | 1                 | 1                 |                 |                 |  |
|  | Trinidad e Tobago | Trinidad e Tobago |            |          |                   | 1                 |                 |                 |  |
|  | Cuba              | Cuba              | 0          |          |                   | Finale 3º posto   | Finale 3º posto | Finale 3º posto |  |
|  | Cuba              | Cuba              | 0          |          |                   |                   |                 |                 |  |
|  |                   |                   |            |          |                   |                   |                 |                 |  |
|  |                   |                   |            |          |                   | Martinica         | Martinica       | 1 (5)           |  |
|  |                   |                   |            |          |                   | Martinica         | Martinica       | 1 (5)           |  |
|  |                   |                   |            |          |                   | Cuba              | Cuba            | 1 (3)           |  |

#### Semifinali
| Port of Spain 24 giugno 1992 | Giamaica | 1 – 0 | Martinica | Hasely Crawford Stadium |

| Port of Spain 24 giugno 1992 | Trinidad e Tobago | 1 – 0 | Cuba | Hasely Crawford Stadium |

#### Finale 3º posto
| Port of Spain 26 giugno 1992                 | Martinica            | 1 – 1 | Cuba | Hasely Crawford Stadium |
| \| \| \| \| \| \| Tiri di rigore 5 – 3 \| \| |                      |       |      |                         |
|                                              |                      |       |      |                         |
|                                              | Tiri di rigore 5 – 3 |       |      |                         |

#### Finale
| Port of Spain 26 giugno 1992                                                   | Trinidad e Tobago | 3 – 1      | Giamaica | Hasely Crawford Stadium (29.000 spett.) |
| \| \| \| \| \| Lewis 19’ Latapy 37’ Marcelle 85’ \| Marcatori \| 49’ Graham \| |                   |            |          |                                         |
|                                                                                |                   |            |          |                                         |
| Lewis 19’ Latapy 37’ Marcelle 85’                                              | Marcatori         | 49’ Graham |          |                                         |